# Prionococcus
Prionococcus är ett släkte av insekter. Prionococcus ingår i familjen skålsköldlöss.
Kladogram enligt Catalogue of Life:
| Prionococcus | \| \| Prionococcus agave \| \| \| \| \| \| Prionococcus americanus \| \| \| \| |
|              | \| \| Prionococcus agave \| \| \| \| \| \| Prionococcus americanus \| \| \| \| |
|              | Prionococcus agave                                                             |
|              |                                                                                |
|              | Prionococcus americanus                                                        |
|              |                                                                                |